# Karl Friedrich August Rammelsberg
Karl Friedrich August Rammelsberg (Berlim, 1 de abril de 1813 — 28 de dezembro de 1899) foi um mineralogista alemão.

Este artigo incorpora texto  (em inglês) da Encyclopædia Britannica (11.ª edição), publicação em domínio público.